# La Falange
La Falange (FE) és un partit polític que consta inscrit amb aquest nom i sigla en el Registre de Partits Politicos del Ministeri de l'Interior del Regne d'Espanya des de març de 1999 i que és també conegut amb el nom de FE-La Falange. Diu defensar les idees inspirades per José Antonio Primo de Rivera, Ramiro Ledesma Ramos, Onésimo Redondo, i Julio Ruiz de Alda, entre d'altres. Inicialment sorgida d'un litigi sostingut entre Gustavo Morales i Diego Márquez Horrillo per la titularitat de la representació legal del nom històric de Falange Española de las JONS, els tribunals van donar la raó al segon.
Els seguidors de Gustavo Morales, reagrupats entorn de Jesús López, van fundar aquest nou partit. Sota el lideratge de Jesús López primer i de José Fernando Cantalapiedra després, aquest grup va ser allunyant-se progressivament de les posicions falangistes més comunes, buscant homologar-se amb els partits neofeixistes europeus amb un discurs de rebot a la immigració progressivament més dur i renunciant en gran manera a la simbologia falangista tradicional. Falange Espanyola de les J.O.N. S. (que dirigeix Diego Márquez des de 1982) va interposar en l'any 2004 una demanda judicial contra aquesta formació per utilitzar un nom que tendeix a confondre, ja que històricament a FE de las JONS la hi ha denominat col·loquialment com "la Falange". La Sentència de Primera Instància dictada en aquest procediment a la fi de 2004 va negar rotundament els arguments de Diego Márquez condemnant-li a pagar les costes del judici.
A la fi de 2005, va succeir una escissió en el si del partit disputant-se la titularitat de les sigles de dues faccions encapçalades, respectivament, per José Fernando Cantalapiedra escollit com Cap Nacional en el 23 d'octubre del 2003 (després de la dimissió de Jesús López en l'estiu d'aquest any) i Manuel Andrino Lobo, proclamat Cap Nacional en l'any 2006 per la seva facció. Des de llavors, davant la situació de dissensió en el si del Partit que fa molt difícil o impossible l'ús electoral de la sigla per a ambdues faccions, cadascuna d'elles ha impulsat la seva pròpia estratègia frontista. La facció de Cantalapiedra utilitza la sigla Frente Nacional mentre que la d'Andrino ha optat per utilitzar la de Frente Español.
Finalment, segons sentència del Jutjat Número 54 de Madrid de data 27 de març de 2009 feta pública l'1 d'abril, es van desestimar les demandes de la facció de Cantalapiedra, donant la raó al sector liderat per Manuel Andrino quant al ús de les sigles del partit. El 2 d'abril, en un comunicat públic, la facció de Cantalapiedra va reconèixer la seva derrota judicial renunciant a nom, sigles i càrrecs, tornant la situació a la normalitat.
Des del 2013 l'organització forma part del moviment polític i coalició electoral La España en Marcha (LEM), inspirada en l'èxit de Alba Daurada a Grècia.
L'organització és extremadament hostil a l'independentisme basc i a l'independentisme català. L'any 2013 membres de l'organització van participar en un assalt a Madrid contra un centre cultural català durant les celebracions de la Diada Nacional de Catalunya, i també ha participat en manifestacions de l'unionista i ha cremat estelades (banderes independentistes catalanes).
Electoralment el partit només té (i ha tingut) representants electes a nivell local. Actualment el partit compta amb 2 regidors escollits a les llistes del Partit Independent de Becerril de la Sierra. Aquest partit és en realitat una coalició entre FE/La Falange, Democràcia Nacional i independentistes locals.